# Абдурахимов, Каримбай
Каримбай Абдурахимов (род. 1942 год) — узбекский советский водитель. Полный кавалер ордена Трудовой Славы.

## Биография
Каримбай Абдурахимов родился в 1942 году.
В 1962 году окончил Наманганскую автомобильную школу оборонного Общества. Служил в Советской Армии, где был отличником боевой и политической подготовки. После демобилизации более 25 лет работал водителем предприятия Министерства автомобильного транспорта Узбекской ССР в Наманганской области.

## Награды
- орден Трудовой Славы:
  - 3-й степени (22.04.1975)
  - 2-й степени (2.04.1981)
  - 1-й степени (14.08.1986).